# Christoph Andreas von Spaur

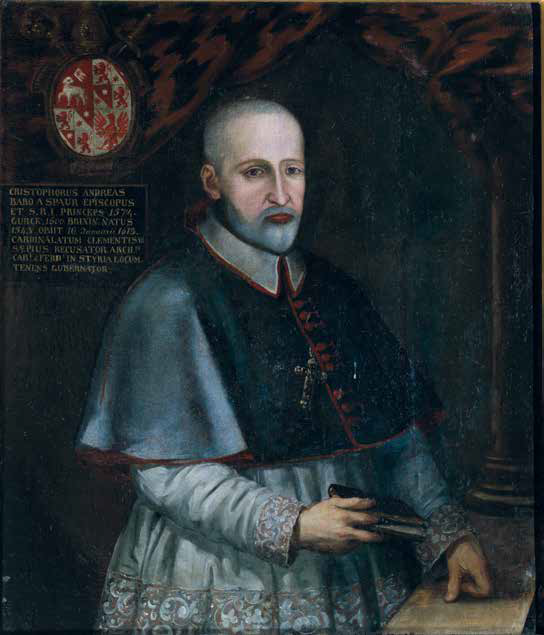
Christoph Andreas von Spaur

Christoph Andreas Freiherr von Spaur (* 30. November 1543; † 10. Jänner 1613 in Brixen) war Bischof von Gurk und von Brixen.

## Familie

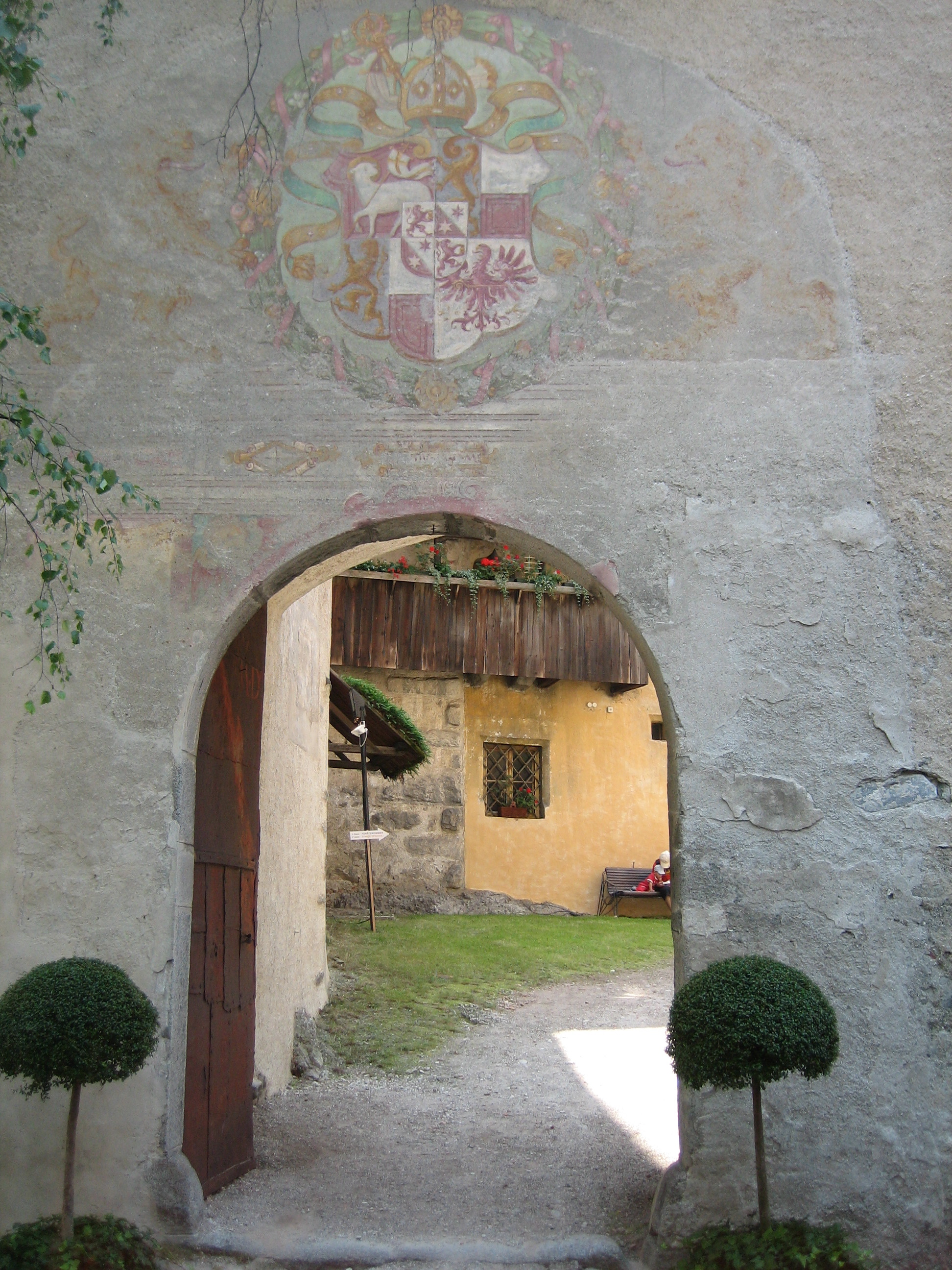
Wappen des Bischofs am Tor der Burg Bruneck

Christoph Andreas wurde als Spross des Tiroler Adelsgeschlechts der Spaur und Valör geboren. Sein Vater Ulrich von Spaur war Hauptmann des Nons- und Sulzberges und Erbschenk der Grafschaft Tirol, seine Mutter Katharina von Madruz war eine Schwester des Bischofs von Brixen. Spaur war auch entfernt mit Papst Pius IV. und dem Salzburger Erzbischof Markus Sittikus von Hohenems verwandt.

## Leben

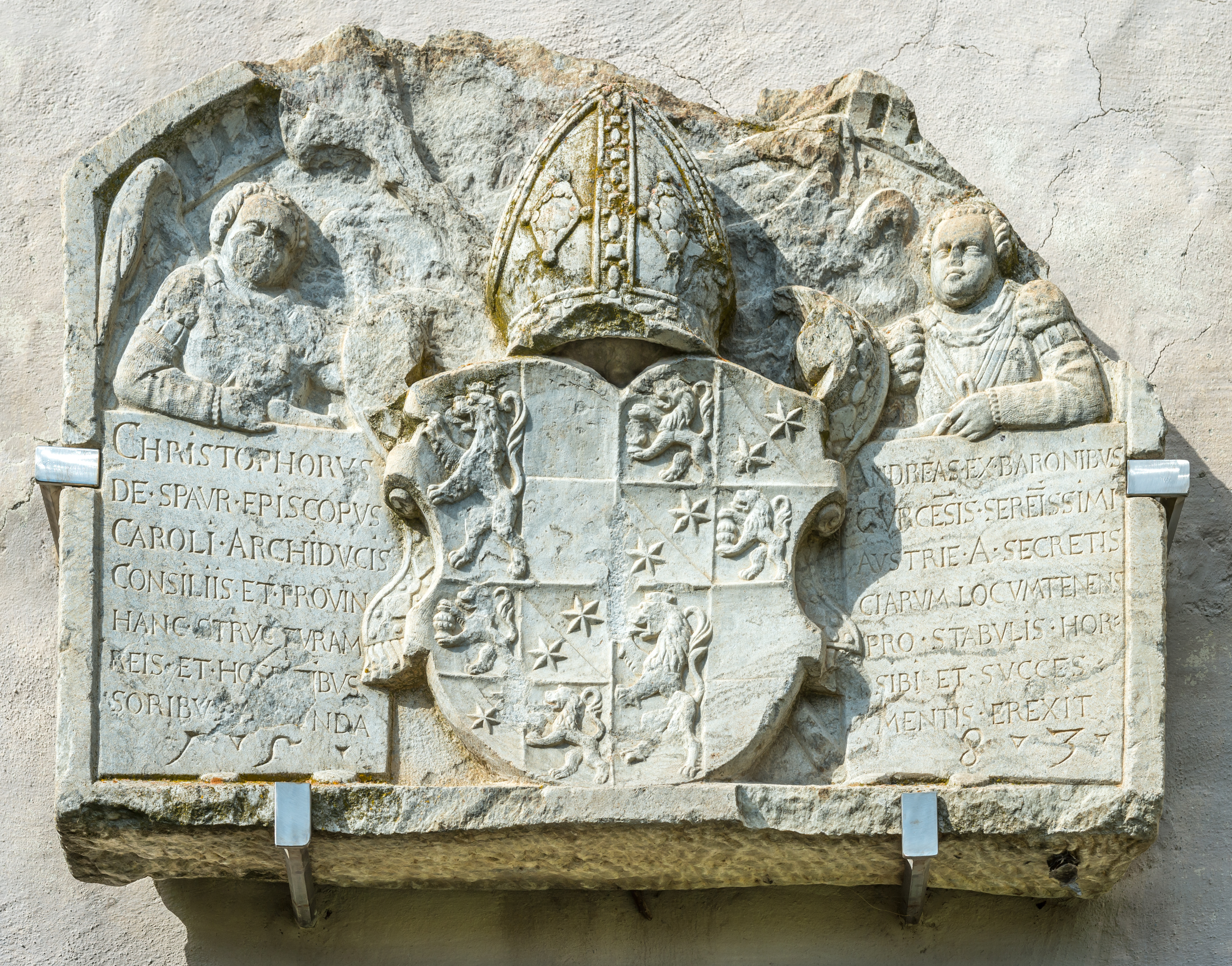
Wappen des Bischofs am Kastengebäude der ehemaligen Bischofsburg in Straßburg (Kärnten)

Sein Onkel, Kardinal Christoph von Madruz, übte auf seine Erziehung großen Einfluss aus und nahm ihn mehrmals mit nach Rom, wo er ihn auch Papst Pius vorstellte. Bei den Jesuiten in Löwen erhielt er seine Ausbildung und im Alter von 15 Jahren wurden ihm in Trient die niederen Weihen erteilt. 1559 war er bereits Domherr von Brixen und Trient, 1565 machte ihn sein Onkel zum Generalkommissar für die Reform von Klerus und Volk und 1570 wurde er Dekan des Brixener Domkapitels. Am 2. April 1570 wurde er zum Priester geweiht. Drei Jahre später, am 13. November 1573 wurde er in Salzburg zum Bischof konfirmiert  und am folgenden Tag zum Bischof von Gurk geweiht. Eine Woche später, am 22. November, taufte er die Tochter Erzherzog Karls. Am 4. Dezember 1573 traf er in seiner Residenzstadt Straßburg ein und am 8. Dezember wurde er im Dom zu Gurk inthronisiert.
Mit Fürstbischof Spaur bestieg ein Mann von echt katholischer Gesinnung und unbestrittener Sittenstrenge den Gurker Bischofsstuhl. Am 30. April 1575 wurde er in Audienz bei Papst Gregor XIII. empfangen.
Nach dem Ableben Kaiser Ferdinands I. wurden die habsburgischen Länder geteilt und Innerösterreich mit Kärnten fiel an Erzherzog Karl. Dieser berief am 6. August 1577 den Gurker Bischof Spaur als Regierungspräsidenten oder Statthalter in die Residenzstadt Graz. Sieben Jahre lang bekleidete Spaur dieses Amt. Sein Hauptanliegen war dabei die Verteidigung des katholischen Glaubens gegen den protestantischen Adel.
1587 reiste Spaur abermals nach Rom, um den Plan Erzherzog Karls zu unterstützen, in Görz und Völkermarkt eigene Bistümer zu errichten. Papst Klemens VIII. wollte Spaur zum Kardinal erheben, was dieser jedoch in seiner Bescheidenheit ablehnte.
Im Jahr 1601 wurde er zum Bischof von Brixen gewählt. 1603 resignierte er darum als Bischof von Gurk, um sich ganz seinem neuen Amt zu widmen. Am 10. Jänner 1613 starb er in Brixen und wurde in der Krypta der dortigen Kathedrale beigesetzt.